# Kai-Fu Lee
Kai-Fu Lee en chino traditional, 李開復; (Taipéi, 3 de diciembre de 1961) es un informático, empresario y escritor taiwanés. Actualmente tiene su base en Beijing, China.
Lee desarrolló un sistema de reconocimiento de voz continuo e independiente del hablante como parte de su tesis Ph.D. en la Universidad Carnegie Mellon. Trabajó como ejecutivo, primero en Apple, luego en SGI, Microsoft y Google.
Se convirtió en el foco de una disputa legal de 2005 entre Google y Microsoft, su antiguo empleador, debido a un acuerdo de no competencia de un año que firmó con Microsoft en 2000 cuando se convirtió en su vicepresidente corporativo de servicios interactivos.
Una de las figuras más destacadas en el sector de Internet chino, fue el director fundador de Microsoft Research Asia, donde se desempeñó entre 1998 y 2000; y presidente de Google China, desde julio de 2005 hasta el 4 de septiembre de 2009. Después de renunciar a su cargo, fundó Sinovation Ventures, una firma de capital de riesgo. Creó un sitio web, Wǒxuéwǎng ( Chinese  'I-Learn Web' ) dedicado a ayudar a los jóvenes chinos a lograr sus estudios y carreras, y sus "10 cartas a los estudiantes universitarios chinos" se han difundido ampliamente. Es uno de los microblogueros más seguidos en China, en particular en Sina Weibo, donde tiene más de 50 millones de seguidores.
En su libro Superpotencias de la Inteligencia Artificial: China, Silicon Valley, y el nuevo orden mundial de 2018, Lee describe cómo China está avanzando rápidamente para convertirse en el líder mundial en IA, y bien podría superar a Estados Unidos, debido a la demografía de China y su acumulación de enormes conjuntos de datos. En una entrevista del 28 de septiembre de 2018 en el programa Amanpour de PBS, afirmó que la inteligencia artificial, con todas sus capacidades, nunca será capaz de generar creatividad o empatía.

## Biografía
Lee nació en Taipéi, Taiwán. Es hijo de Li Tianmin, legislador e historiador de Sichuan, China. Lee ha detallado su vida personal y la historia de su carrera en su autobiografía, Making a World of Difference, publicada en octubre de 2011.

## Carrera

### Educación
En 1973, Lee emigró a los Estados Unidos y asistió a la escuela secundaria en Oak Ridge, Tennessee. Recibió una licenciatura en ciencias summa cum laude con especialización en informática de la Universidad de Columbia en la ciudad de Nueva York en 1983. Fue compañero de clase de Barack Obama en Columbia. Continuó y recibió un doctorado en filosofía en ciencias de la computación de la Universidad Carnegie Mellon en 1988.

### Investigación académica
En Carnegie Mellon, Lee trabajó en temas de aprendizaje automático y reconocimiento de patrones. En 1986, él y Sanjoy Mahajan desarrollaron Bill, un sistema basado en el aprendizaje bayesiano para jugar el juego de mesa Othello que ganó el torneo nacional de jugadores de computadora de EE. UU. en 1989. En 1988, completó su tesis doctoral sobre Sphinx, que, según él, es el primer sistema de reconocimiento de voz continuo, independiente del hablante y de gran vocabulario.
Lee ha escrito dos libros sobre reconocimiento de voz y más de 60 artículos sobre informática. Su tesis doctoral se publicó en 1988 como una monografía de Kluwer, Automatic Speech Recognition: The Development of the Sphinx Recognition System (ISBN 0898382963 ). Junto con Alex Waibel, otro investigador de Carnegie Mellon, Lee editó Readings in Speech Recognition (1990,ISBN 1-55860-124-4 ).

### Apple, Silicon Graphics y Microsoft
Después de dos años como miembro de la facultad en Carnegie Mellon, Lee se unió a Apple Computer en 1990 como científico investigador principal. Mientras estuvo en Apple (1990–1996), dirigió los grupos de I+D responsables de Apple Bandai Pippin, PlainTalk, Casper (interfaz de voz), GalaTea (sistema de texto a voz) para computadoras Mac.
Lee se mudó a Silicon Graphics en 1996 y pasó un año como vicepresidente de su división de productos web y otro año como presidente de su división de software multimedia, Cosmo Software.
En 1998, Lee se mudó a Microsoft y se fue a Beijing, China, donde desempeñó un papel clave en el establecimiento de la división Microsoft Research (MSR) allí. Más tarde, MSR China se conoció como Microsoft Research Asia, considerado como uno de los mejores laboratorios de investigación en informática del mundo. Lee regresó a los Estados Unidos en 2000 y fue ascendido a vicepresidente corporativo de la división de servicios interactivos de Microsoft de 2000 a 2005.

### Pasar de Microsoft a Google
En julio de 2005, Lee dejó Microsoft para ocupar un puesto en Google. La empresa de búsqueda acordó una compensación por valor de más de $ 10 millones, incluido un "bono de firma" en efectivo de $ 2,5 millones y otro pago en efectivo de $ 1,5 millones después de un año, un paquete al que Google se refiere internamente como "sin precedentes".
El 19 de julio de 2005, Microsoft demandó a Google y Lee en un tribunal del estado de Washington por la contratación de Google de su exvicepresidente de servicios interactivos, alegando que Lee estaba violando su acuerdo de no competencia al trabajar para Google dentro del año posterior a su salida de Redmond. Microsoft argumentó que Lee inevitablemente divulgaría información de propiedad exclusiva a Google si se le permitiera trabajar allí.
El 28 de julio de 2005, el juez de la Corte Superior del estado de Washington, Steven González, otorgó a Microsoft una orden de restricción temporal que prohibía a Lee trabajar en proyectos de Google que compitan con Microsoft en espera de un juicio programado para el 9 de enero de 2006. El 13 de septiembre, luego de una audiencia, el juez González emitió un fallo que permitía a Lee trabajar para Google, pero le prohibía comenzar a trabajar en algunos proyectos técnicos hasta que el caso fuera a juicio en enero de 2006. A Lee todavía se le permitía contratar empleados para Google en China y hablar con funcionarios del gobierno sobre la concesión de licencias, pero se le prohibió trabajar en tecnologías como la búsqueda o el reconocimiento de voz. A Lee también se le prohibió establecer presupuestos, salarios e instrucciones de investigación para Google en China hasta que el caso fuera a juicio en enero de 2006.
Antes de que el caso pudiera ir a juicio, el 22 de diciembre de 2005, Google y Microsoft anunciaron que habían llegado a un acuerdo cuyos términos son confidenciales, poniendo fin a una disputa de cinco meses entre las dos empresas.
En Google China, Lee ayudó a establecer la empresa en el mercado y supervisó su crecimiento en el país. Bajo su mandato, se lanzó el sitio web regional Google.cn. También fortaleció los equipos de ingenieros y científicos de la empresa en el país.
El 4 de septiembre de 2009, Lee anunció su renuncia a Google. Dijo: "Con un equipo de liderazgo muy fuerte, me pareció un muy buen momento para pasar al siguiente capítulo de mi carrera". Alan Eustace, vicepresidente sénior de ingeniería de Google, le atribuyó "ayudar drásticamente a mejorar la calidad y la gama de servicios que ofrecemos en China, y garantizar que sigamos innovando en la web en beneficio de los usuarios y anunciantes". Varios meses después de la partida de Lee, Google anunció que detendría la censura y trasladaría sus servidores de China continental a Hong Kong.
El 7 de septiembre de 2009 anunció los detalles de un fondo de capital de riesgo de 115 millones de dólares (modelo de negocio de capital inicial e incubación en etapa inicial) llamado "Innovation Works" (luego cambiado a " Sinovation Ventures ") que tiene como objetivo crear cinco nuevas empresas chinas exitosas al año en negocios de Internet e Internet móvil o en vastos servicios de alojamiento conocidos como computación en la nube. El fondo Innovation Works ha atraído a varios inversores, incluidos Steve Chen, cofundador de YouTube ; Foxconn, el fabricante por contrato de productos electrónicos; Legend Holdings, la matriz del fabricante de PC Lenovo; y WI Harper Group.
En septiembre de 2010, Lee describió dos proyectos de Google Android para usuarios chinos: Tapas, un sistema operativo para teléfonos inteligentes diseñado para usuarios chinos; y Wandoujia (SnapPea), un administrador de teléfonos de escritorio para Android.
En diciembre de 2012, Innovation Works anunció que había cerrado un segundo fondo de US$275 millones.
En septiembre de 2016, la empresa anunció su cambio de nombre corporativo de Innovation Works a "Sinovation Ventures", cerrando una inyección de capital de 674 millones de dólares (4500 millones de yuanes chinos). El tamaño total del fondo de Sinovation Ventures supera los mil millones de dólares estadounidenses. En abril de 2018, Sinovation Ventures anunció su Fondo IV en dólares estadounidenses de $500 millones. Hasta la fecha, el activo total bajo gestión de Sinovation Ventures con su moneda dual alcanza los 2.000 millones de dólares estadounidenses y ha invertido más de 300 carteras principalmente en China.

## Educación
- Doctor. en Informática, Carnegie Mellon University, 1988
- Licenciatura en Informática, Universidad de Columbia, 1983

## Reconocimiento
- Presidente del Consejo Global de IA del Foro Económico Mundial
- Asia House Líder empresarial asiático 2018[37]
- Miembro, IEEE (incorporado en 2002)
- Miembro, Comité de los 100
- Tiempo 100, 2013[38]
- Doctorado honoris causa, Universidad Carnegie Mellon[39]
- Doctorado honoris causa, Universidad de la Ciudad de Hong Kong[39]

- Kai-Fu Lee (25 de septiembre de 2018). AI Superpowers: China, Silicon Valley, and the New World Order. Boston, Mass: Houghton Mifflin. ISBN 9781328546395. OCLC 1035622189.[40][41]
- Be Your Personal Best (《做最好的自己》, published September 2005, People's Publishing House)
- Making A World of Difference - Kai-Fu Lee Biography (《世界因你而不同》, published September 2009, China CITIC Press)
- Seeing Life Through Death (《向死而生》, published July 2015, by China CITIC Press)
- A Walk Into The Future (《与未来同行》, published October 2006, People's Publishing House)
- To Student With Love (《一往情深》, published October 2007, People's Publishing House)
- Weibo Changing Everything (《微博改变一切》, published February 2011, Beijing Xiron Books Co., Ltd)
- Artificial Intelligence (《人工智能》, published May 2017, Beijing Xiron Books Co., Ltd)
- AI 2041: Ten Visions for Our Future (with Chen Qiufan.《AI 2041：預見10個未來新世界》, published June 2021, Taiwan Commonwealth Publishing Co., Ltd)